# Máy bán báo

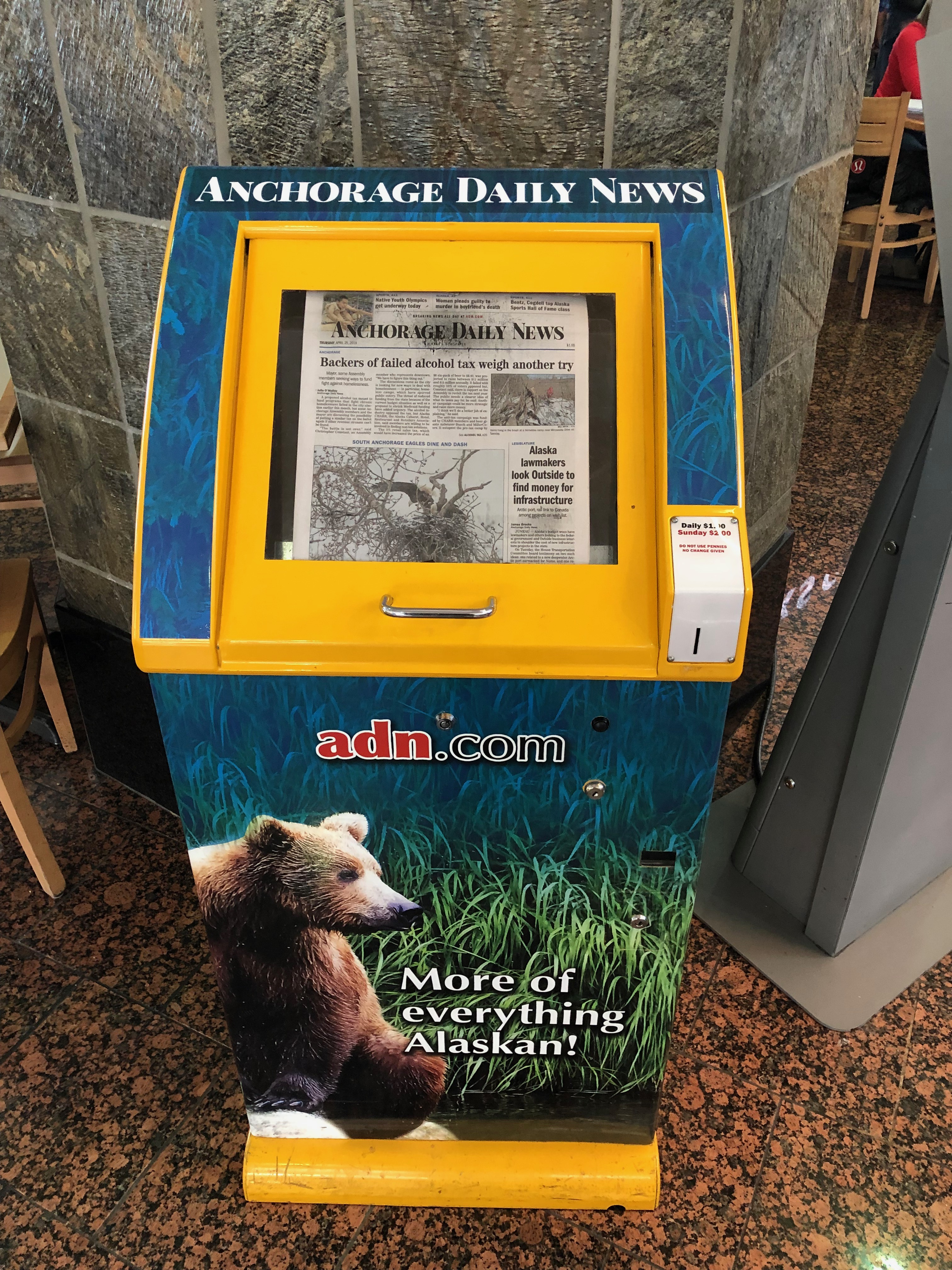
Máy bán báo Anchorage Daily News

Máy bán báo là loại máy bán hàng tự động được thiết kế để phân phát báo chí. Máy bán báo được sử dụng trên toàn thế giới và thường đây là một trong những phương thức phân phối chính của các nhà xuất bản báo chí.
Theo Hiệp hội Báo chí Mỹ, trong thời gian gần đây tại Hoa Kỳ, lượng phát hành qua máy bán báo tự động đã sụt giảm đáng kể: năm 1996, khoảng 46% số báo bán một lần được bán trong máy bán báo và năm 2014, chỉ 20% báo được bày bán trong loại máy này.
Máy bán báo vận hành bằng đồng xu do nhà phát minh George Thiemeyer Hemmeter chế tạo vào năm 1947. Công ty của Hemmeter mang tên Serven Vendor Company đặt trụ sở tại Berkeley, California, và cho sản xuất ống đưa thư nông thôn và giá đỡ danh dự. Phát minh mới có thể được điều chỉnh để chấp nhận tiền xu có mệnh giá khác nhau (tùy thuộc vào giá thành của loại giấy báo được bán). Máy bán báo có thể được sử dụng bằng một tay và mất khoảng 30 giây để phân phối báo in. Hai mẫu máy, một có sức chứa 1.250 trang giấy in báo, 2.500 trang còn lại, đều đưa vào sản xuất ban đầu.  Đến năm 1987, hơn một triệu máy được phân phối.
Máy bán báo bắt đầu mất đi tính phổ biến khi nhiều tờ báo chuyển sang phân phối trực tuyến, và khi giá báo tăng lên; vì hầu hết loại máy bán hàng tự động đều là cơ khí hoàn toàn không có bộ phận chuyển động, một số ít trong số máy này có chương trình xác thực tiền giấy cần một loại năng lượng điện nào đó để hoạt động, đòi hỏi phải nhét thêm nhiều đồng 25 xu hoặc đồng đô la Mỹ. Điều này đặc biệt đúng đối với các tờ báo Chủ Nhật (ví dụ, tờ New York Times Chủ Nhật có giá 6 đô la trên toàn quốc và yêu cầu 24 đồng 25 xu vào máy bán hàng tự động), trong đó chứng kiến máy móc không được một số tờ báo lấp đầy là do phần lớn ấn bản đó làm giảm số lượng bản sao có thể bán ra. Đến năm 2009, nhiều nghệ sĩ và nhà phát minh khác nhau đã bắt đầu nghiên cứu lại mục đích của loại máy này.